# Latarnia Morska Jarosławiec
Latarnia Morska Jarosławiec – latarnia morska na polskim wybrzeżu Bałtyku, położona we wsi Jarosławiec (gmina Postomino, powiat sławieński, województwo zachodniopomorskie).
Latarnia znajduje się pomiędzy Latarnią Morską Darłowo (około 15 km na zachód), a Latarnią Morską Ustka.
Latarnia jest także jedną z jedenastu stacji brzegowych na polskim wybrzeżu systemu AIS-PL projektu HELCOM, który umożliwia automatyczne monitorowanie ruchu statków w strefie przybrzeżnej. Antena stacji w Jarosławcu ma wysokość 51 m.

## Informacje ogólne
Latarnia jest administrowana przez Urząd Morski w Szczecinie (przed 1 kwietnia 2020 roku przez Urząd Morski w Słupsku).

## Dane techniczne
- Położenie: 54°32′30″N 16°32′41″E
- Wysokość wieży: 33,30 m
- Wysokość światła: 50,20 m n.p.m.
- Zasięg nominalny światła: 23 Mm (42,596 km)
- Charakterystyka światła: Błyskowe grupowe
  - Blask: 0,45 s
  - Przerwa: 2,05 s
  - Blask: 0,45 s
  - Przerwa: 6,05 s
  - Okres: 9,00 s

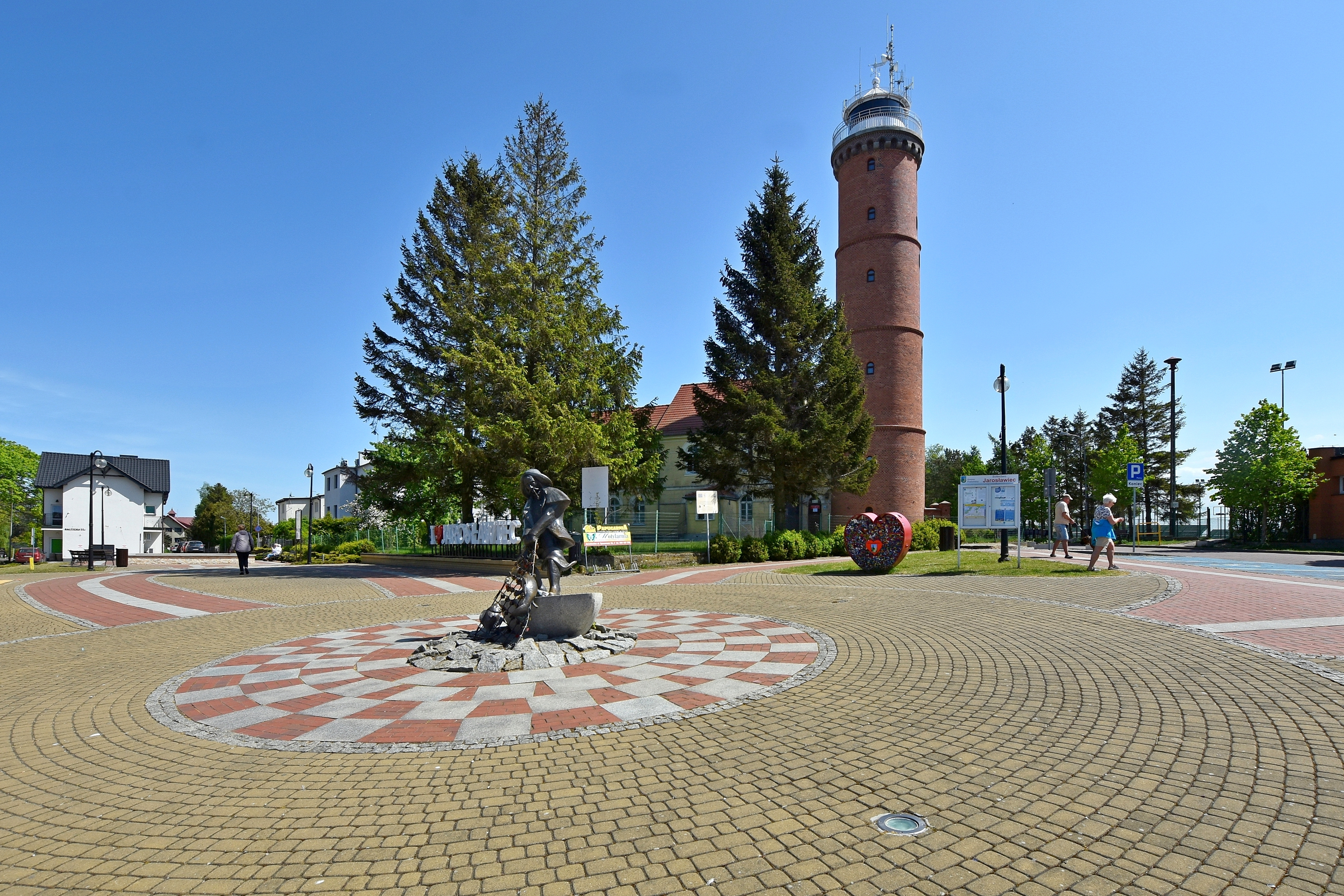
Widok ogólny
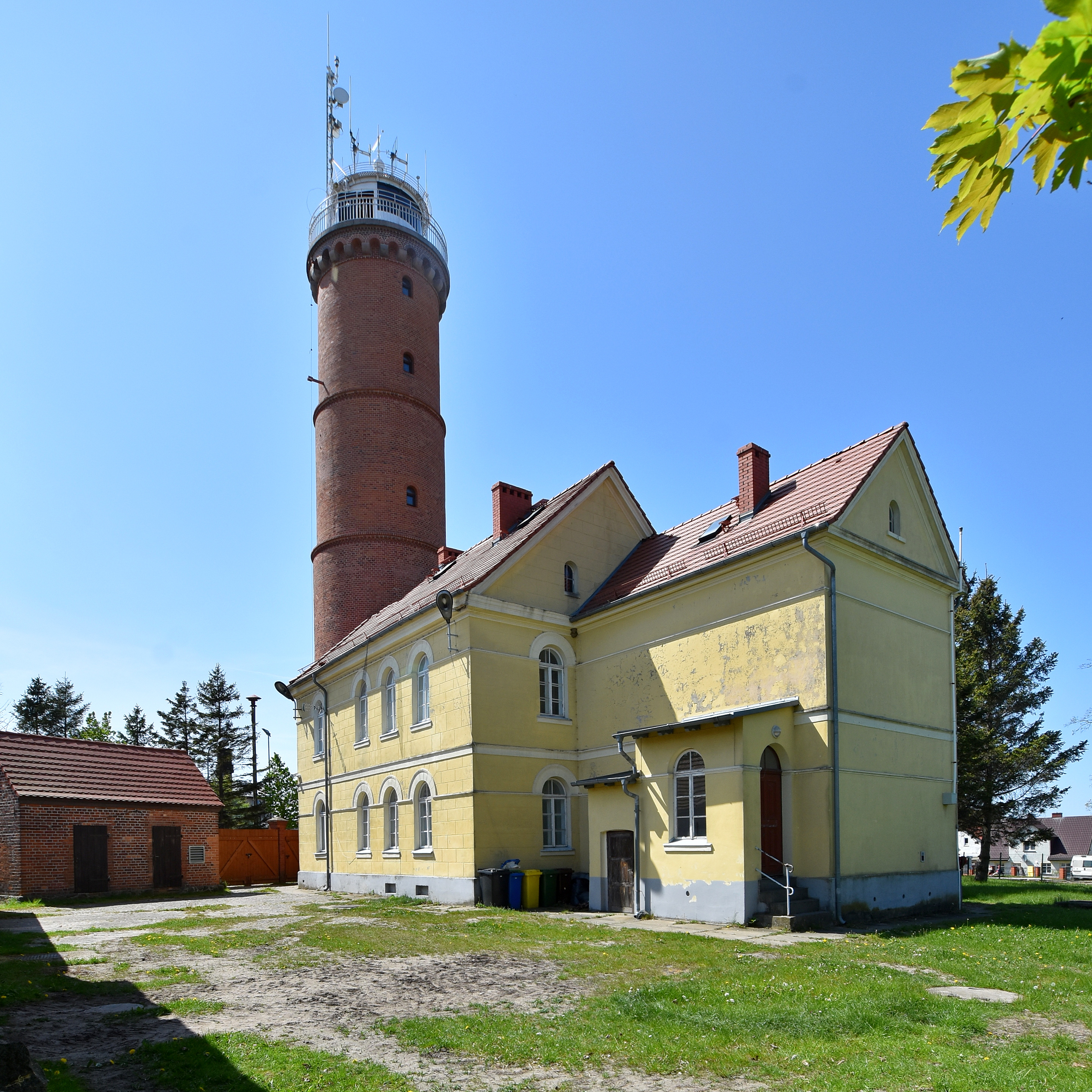
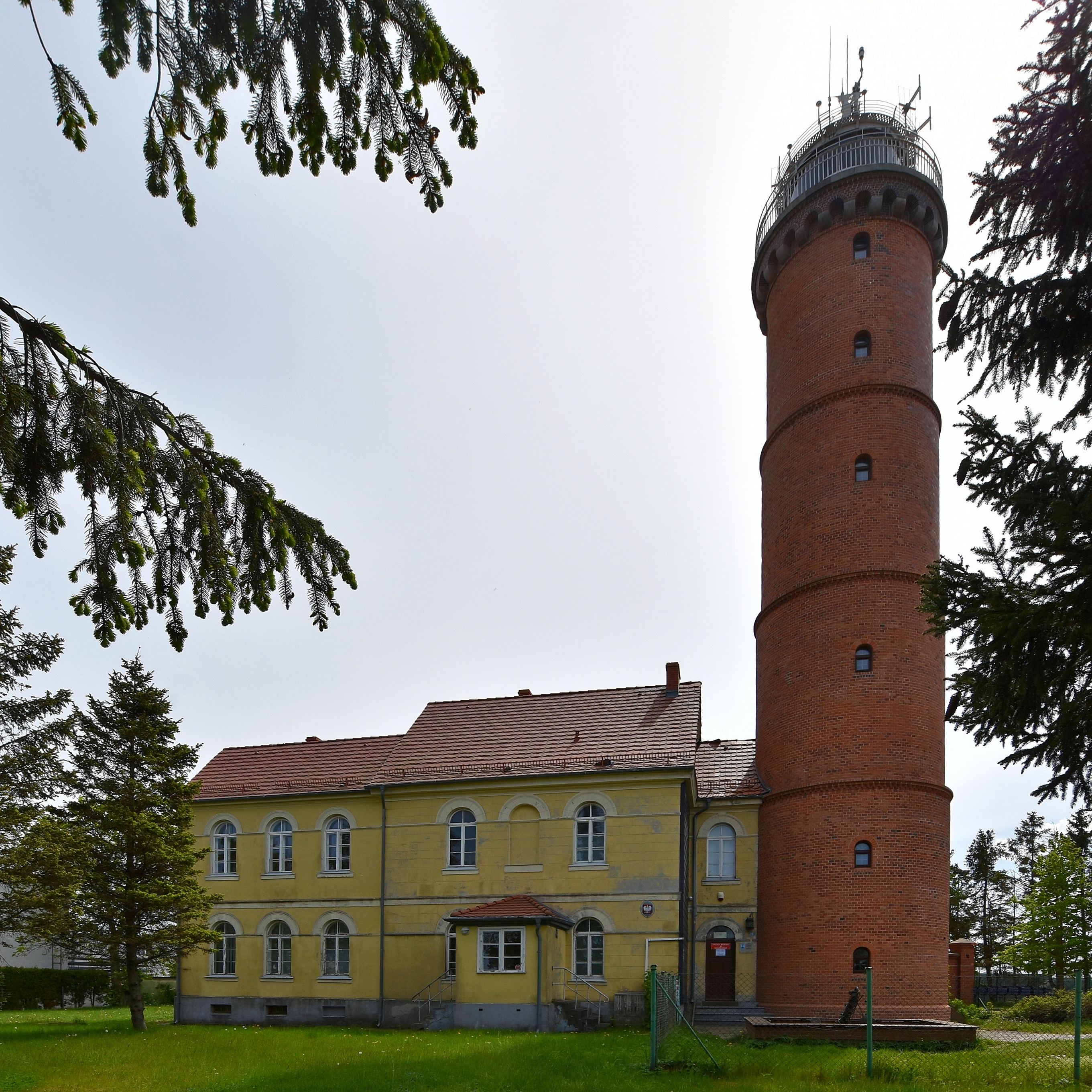
Elewacja boczna

## Historia
Pierwsze wzmianki o latarni pochodzą z 1818 roku, kiedy to pisano o konieczności jej budowy. 11 czerwca 1818 roku wystąpiono do Ministerstwa Żeglugi z wnioskiem o pozwolenie na budowę, ale na jarosławskiej latarni światło rozbłysło dopiero po 20 latach. Od początku budowy napotykano na wiele problemów. W lutym 1820 roku inspektor budowlany ze Słupska przedłożył pierwsze plany konstrukcyjne, które jednak nie zostały zrealizowane. Następne plany przedstawiono w maju 1827 roku, a w październiku zostały one przeanalizowane przez specjalna komisję przy Ministerstwie Spraw Wewnętrznych w Berlinie, w której składzie był mistrz pruskiego klasycyzmu budowlanego, budowniczy latarni w Arkonie, Fryderyk Schikel.
Budowę rozpoczęto w 1829 roku 380 metrów od brzegu. Roboty zlecono mistrzowi murarskiemu ze Sławna, Widekowskiemu, a stalową konstrukcję lampy wykonał mistrz kowalski Karol Winneg z Koszalina. „Lustrzane szyby do oszklenia kopuły dostarczyła manufaktura Schickler & Splittgerber, ta sama, która realizowała zamówienia dla latarń na Helu i w Nowym Porcie.
Budowę latarni ukończono w 1832 roku. Wieżę latarni zbudowano na planie koła, a przy jej wznoszeniu wykorzystano czerwoną i glazurowaną cegłę. W 1902 roku latarnia została przebudowana.
Mimo iż po trzech latach latarnia już stała, to nie została ona uruchomiona. Była za niska. Od północnego zachodu zasłaniały ją drzewa i dachy domów, a od wschodu świerkowy las. Ze względu na sprzeciw mieszkańców wobec wycinki lasu i niemożności podwyższenia latarni ze względu na słabe mury w 1835 roku zdecydowano o budowie nowej latarni, która znajduje się obecnie w centrum miasta. Istniejącą powiększono i przeznaczono na mieszkanie dla latarników. Nowa okrągła wieża zbudowana z czerwonej cegły podzielona została gzymsami na cztery kondygnacje a jej całkowita wysokość wyniosła 33,3 metra. Pierwszy raz zapalono światła 1 lipca 1838 roku używając piętnastu lamp Arganda zasilanych olejem rzepakowym z parabolicznymi zwierciadłami, które przeniesiono ze starej latarni. Zasięg światła wyniósł 16 Mm z wysokości 50, 2 m n.p.m. W 1878 wymieniono lampy Arganda na soczewkę Fresnela, a w 1912 roku włączono zasilanie elektryczne.
W czasie działań wojennych latarnia została uszkodzona i służbę nautyczną rozpoczęła w 1946 roku. W roku 1975 zmodernizowano urządzenia optyczne i zainstalowano nowoczesną lampę obrotową, AGA PRB-21, istniejącą do dziś, złożoną z czterech paneli po 6 żarówek o mocy 600 W każda, która daje światło na odległość 23 Mm.
W 1993 roku latarnia została wpisana do rejestru zabytków. Latarnia jest dozorowana, udostępniona do zwiedzania, a z jej szczytu podziwiać można panoramę Jarosławca i okolicy.
W 1996 roku przeprowadzono generalny remont latarni z uzupełnieniem braków cegieł w gzymsach i ścianach oraz zabezpieczeniem latarni przed działaniem szkodliwych czynników, np.: wody, soli.
Do dnia 31 marca 2020 roku administratorem latarni był Urząd Morski w Słupsku, a od dnia 1 kwietnia 2020 roku zadanie to zostało przejęte przez Urząd Morski w Szczecinie.

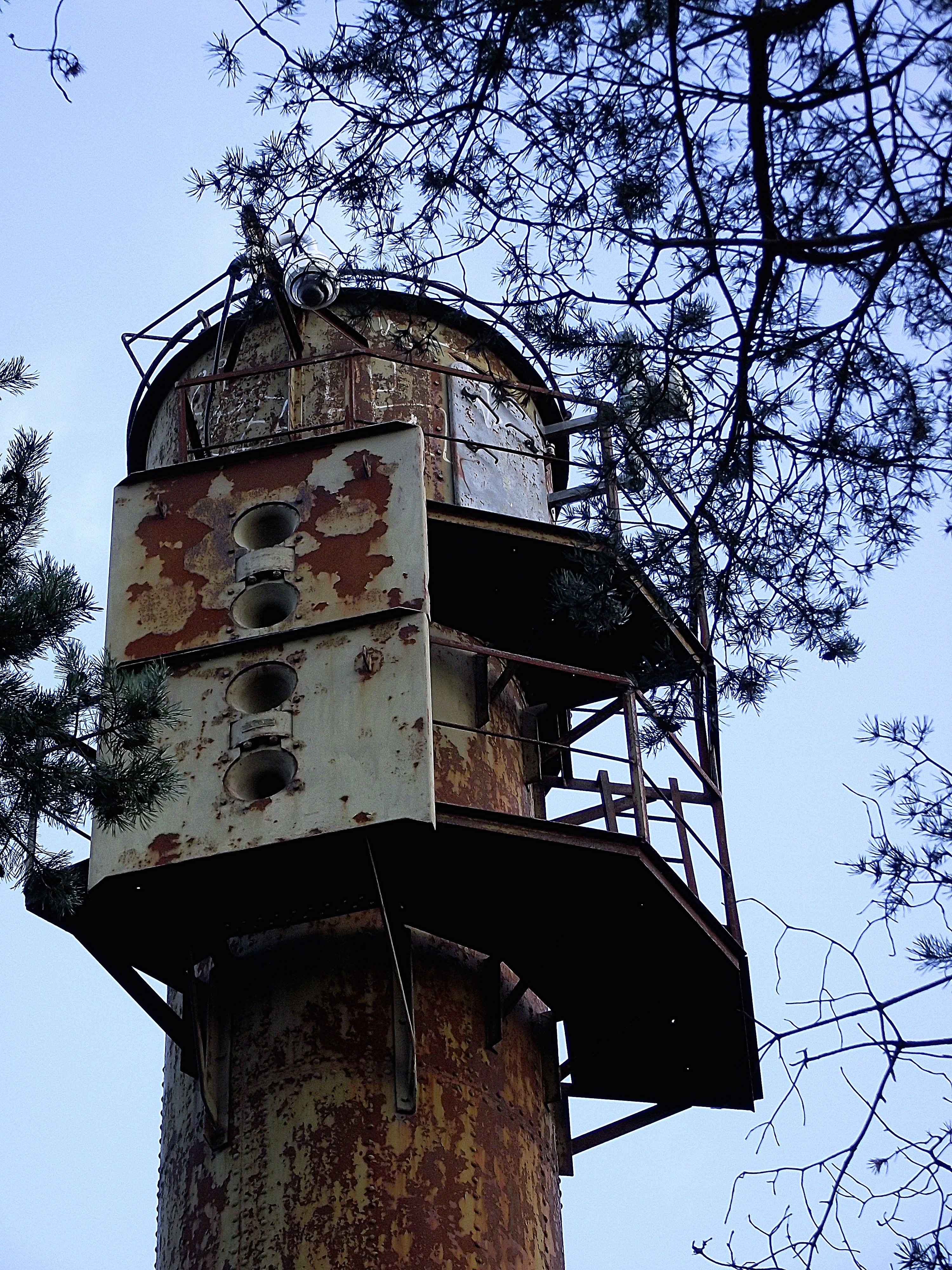
Nieczynny już nautofon latarni
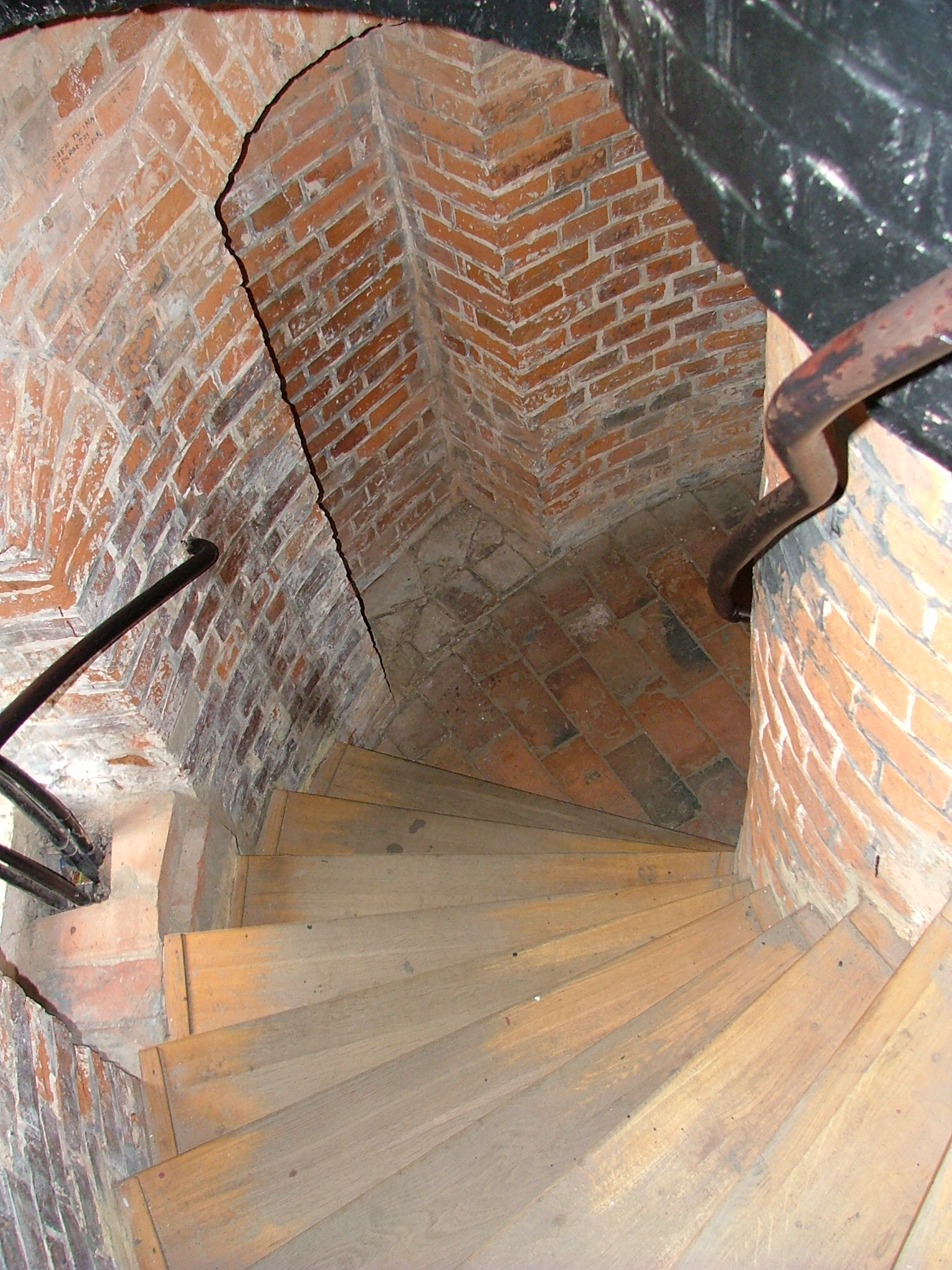
Wnętrze
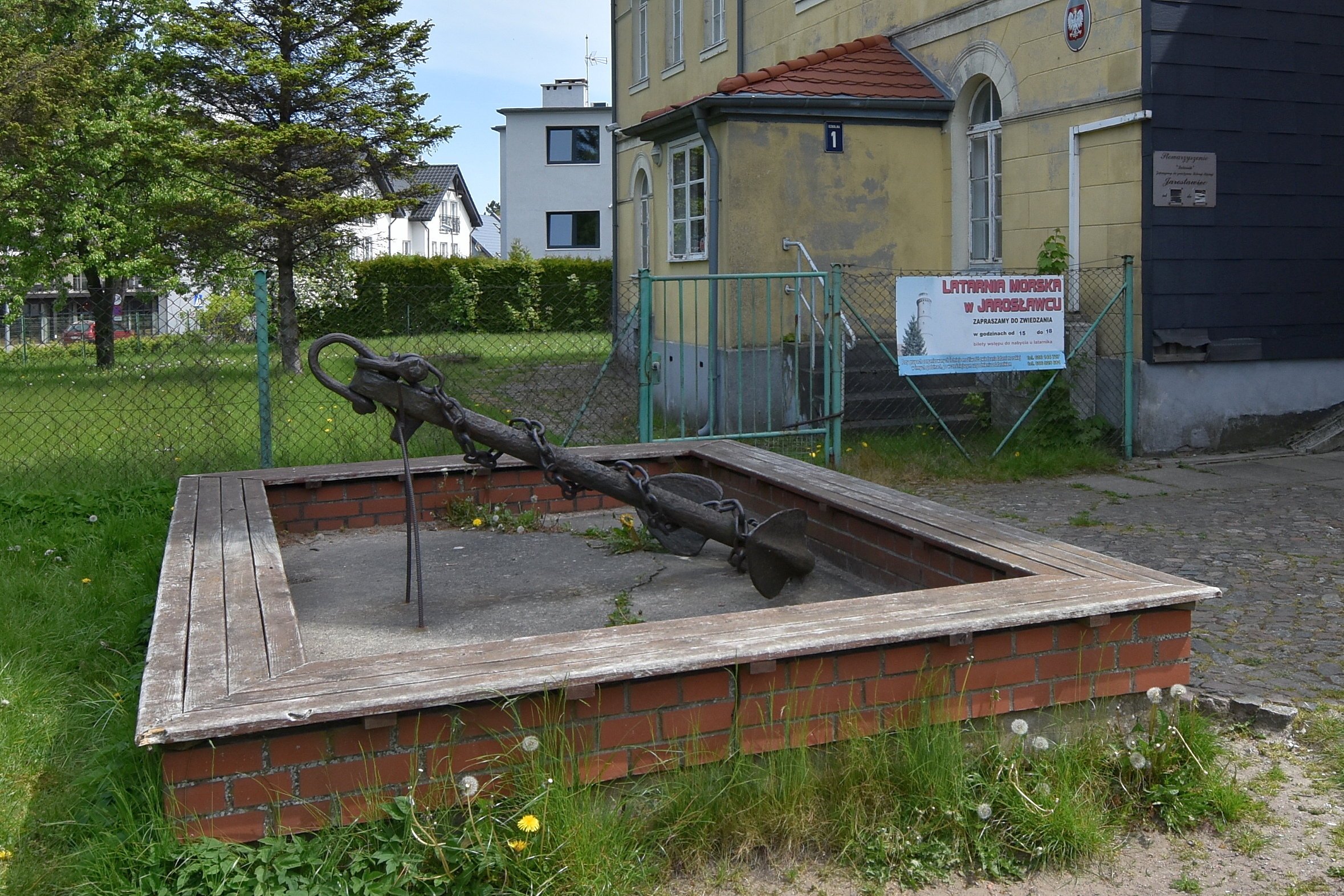
Otoczenie